# SCATHA (satélite)
SCATHA (Spacecraft Charging at High Altitude), también conocido como P78-2, es un satélite artificial de la USAF lanzado el 30 de enero de 1979 mediante un cohete Delta desde Cabo Cañaveral.
La misión de SCATHA fue estudiar los procesos de y efectos de carga eléctrica de una nave en órbita, fenómeno que estuvo en el origen de varios fallos en satélites. Los objetivos eran:
- obtener datos de ingeniería y del entorno para disponer de criterios de diseño, elección de materiales y técnicas, realizar pruebas y crear métodos analíticos para el control de la carga eléctrica en las superficies de satélites.
- recoger datos científicos sobre las interacciones con ondas de plasma, tormentas espaciales y los cinturones de radiación.

El satélite se estabilizaba mediante giro (1 revolución por minuto) con una precisión de apuntado de 5 grados. Tenía forma cilíndrica, con 1,7 m de diámetro y 1,8 m de altura. El sistema de propulsión estaba formado por ocho propulsores y dos tanques de hidracina y la superficie de la nave estaba recubierta de células solares que producían hasta 290 vatios de potencia y recargaban tres baterías de níquel-cadmio con una capacidad de 8 amperios-hora. La tasa de transmisión era de 8,2 kbps y se realizaba mediante banda S a través de dos transmisores redundantes de 10 vatios de potencia. La estructura del satélite estaba hecha de aluminio, titanio, magnesio y fibra de vidrio y en ella se apoyaban los mástiles con los experimentos. Había tres mástiles de 3 m de largo, otro de 2 m y uno más de 7 m de largo. El satélite también desplegó una antena de 101,7 m de largo. Los datos se guardaban en dos cintas con capacidad para 350 Mbit cada una.
La nave llevaba un disparador de electrones y un disparador de iones de xenón para comprobar el control del potencial del satélite.